# Reha Çamuroğlu
Reha Çamuroğlu (ur. 20 sierpnia 1958 w Stambule) – turecki, alewicki pisarz, historyk i polityk. Jest posłem, współprzewodniczącym grupy „Turcja-Białoruś”.

## Twórczość
- Bir anlık gecikme – 2005

## Przekłady na język polski
- Zlecenie (tur. Bir anlık gecikme, Wydawnictwo układANKA, 2008)